# 塘朗駅
塘朗駅（とうろう-えき）は中華人民共和国深圳市南山区に位置する深圳地下鉄環中線の駅。

## 駅構造
- 島式ホーム1面2線を有する地上駅。ホームドアを設置。

| 環中線ホーム (U3F) | ←■環中線 赤湾方面   |
| 環中線ホーム (U3F) | 島式ホーム          |
| 環中線ホーム (U3F) | ■環中線 黄貝嶺方面→ |

## 駅周辺
- 南方科技大学

## 歴史
- 2011年6月22日 - 開業。

## 隣の駅
深圳地下鉄
■環中線
大学城駅 - 塘朗駅 - 長嶺陂駅